# Rhyssella speciosa
Rhyssella speciosa là một loài tò vò trong họ Ichneumonidae.